# Adolf Korn
Adolf Carl Korn (ur. 23 maja 1820 we Wrocławiu, zm. 7 lipca 1902 w San Vincente w prowincji Buenos Aires w Argentynie) – niemiecki lekarz, honorowy pułkownik wojsk argentyńskich i burmistrz miasta San Vincente.

## Życiorys
Pochodził z rodziny Kornów – wrocławskich księgarzy i wydawców, był wnukiem Wilhelma Gottlieba i synem Juliana Ferdynanda. Matka Adolfa pochodziła ze wschodnich ziem Rzeczypospolitej (dziś Białoruś).
Służył w armii pruskiej, gdzie awansował do stopnia majora. W czasie Wiosny Ludów w 1848 przyłączył się po stronie polskiej do powstania wielkopolskiego. Po jego upadku wyemigrował do Szwajcarii, gdzie ukończył studia medyczne. Tam też poznał swą przyszłą żonę, pochodzącą z kantonu Argowia Weronę Meyer. Po studiach popłynął w 1858 do Buenos Aires w Argentynie. Podczas rejsu przez Atlantyk ciężko zachorował i załoga, uznawszy go za martwego, zamierzała wrzucić jego ciało do morza. Przed śmiercią wybawił go jednak współtowarzysz podróży, argentyński polityk, późniejszy gubernator stołecznej prowincji i wiceprezydent republiki Adolf Alsine, który zaopiekował się Kornem. Ta znajomość spowodowała, że Adolf Korn osiadł na stałe w Argentynie, gdzie rząd przyznał mu kilka hektarów ziemi oraz prawo do praktyki lekarskiej. 20 lutego następnego roku poślubił Weronę Mayer, a swą praktykę lekarską rozwijał z dużym poświęceniem w Buenos Aires i okolicy, szczególną opieką obejmując kobiety i dzieci. W 1871 powołano go do specjalnej komisji utworzonej w związku z epidemią żółtej febry, która nawiedziła kraj. Za poświęcenie i zasługi został potem nagrodzony tytułem i uposażeniem honorowego pułkownika armii argentyńskiej. Kilkakrotnie wybierano go burmistrzem San Vincente, został też jego honorowym obywatelem.
Wśród licznej rodziny, którą pozostawił i której potomkowie do dziś mieszkają w Argentynie, był syn Aleksander, filozof, profesor i dziekan uniwersytetu w La Placie.
Adolf Carl Korn, zwany w Argentynie jako Don Adolfo, zmarł w wieku lat 82 niosąc pomoc chorej kobiecie. Jego pamięci poświęcony jest m.in. poemat napisany przez Armando Baez Langet w 1941, a jedna z ulic Buenos Aires nosi jego imię.